# پرینگاتور
پرینگاتور (به انگلیسی: Peringathur) یک منطقهٔ مسکونی در هند است که در بخش کنور واقع شده‌است. پرینگاتور ۴۰٬۲۹۲ نفر جمعیت دارد.